# Отортен
Оторте́н ([-тэн], в оригинале манс. Лунт-Хусап-Сяхыл) — горная вершина Северного Урала в Свердловской области, Россия.

## Географическое положение
Гора Отортен расположена в Ивдельском городском округе Свердловской области на границе с Республикой Коми, в истоках реки Лозьва. Высшая вершина хребта Поясовый Камень высотой 1234,2 метра, до 750 метра покрыта лесом, редколесьем, каменными россыпями и скальными выходами. На западном гребне имеются останцы, а на южном склоне находится озеро Лунтхусаптур. Гора имеет класс сложности — 1А, 1Б.
По картам 1950-х годов гора определяется высотой 1182 метра.
Гора Отортен известна в туристической среде благодаря походу группы Дятлова в 1959 году, который закончился трагическим исходом (все девять участников погибли).

## История названия и открытия
А. К. Матвеев («Вершины Каменного Пояса», 1990):
Название, хорошо известное исследователям Северного Урала и туристам, возникло в результате ошибки, но утвердилось на карте.
Это искажённое название горы Вот-Тар-тан-Сяхыл, которая находится на расстоянии нескольких километров к северу и уступает горе Отортен по высоте. Коренные народности этих мест манси называют гору Отортен Лунт-Хусап или «Гусиное гнездо», а также Лунт-Хусап-Сяхыл или «Гора гусиного гнезда». Озеро с таким названием расположено у подножья крутого юго-восточного склона горы Отортен. Именно из озера Лунт-Хусап-Тур («Озера гусиного гнезда») берёт начало река Лозьва. Другое название озера Лусум-Талях-Тур — «Озеро в верховьях Лозьвы». Согласно мансийским преданиям, во времена всемирного потопа именно на этом озере уцелел единственный гусь. Гора Отортен известна по работам геолога Е. С. Фёдорова (XIX век).